# In der Löwengrube
In der Löwengrube ist ein Drama von Felix Mitterer. Es wurde am 24. Januar 1998 im Wiener Volkstheater uraufgeführt. Es behandelt die Biographie des österreichischen Schauspielers Leo Reuß, der wegen seiner Zugehörigkeit zum Judentum am Theater entlassen wird, aber trotzdem als „Arier“ ans Theater zurückkehrt.

## Inhalt
Das Stück basiert auf der wahren Lebensgeschichte von Leo Reuß, einem österreichischen Schauspieler und Regisseur. Im Stück heißt Leo Reuß Arthur Kirsch.
Das Werk ist in sieben Bilder eingeteilt. Die verschiedenen Bilder spielen kurz vor, während und ein Jahr nach der Machtergreifung der Nationalsozialisten. Der Schauplatz des Stückes ist die Bühne eines Theaters.
Das erste Bild beginnt mit der ersten Szene des dritten Aktes von „Der Kaufmann von Venedig“. Während Strassky als Selerio und Polacek als Solanio eine Unterhaltung führen, tritt Arthur Kirsch, der Shylock, einen Juden, spielt, auf. Einige Männer im Zuschauerraum beginnen hämisch zu lachen. Als das Pfeifen und die Protestrufe von circa 20 Zuschauern zu so einem Lärm werden, dass man kaum noch etwas versteht, wendet sich Kirsch ans Publikum und will ihnen erklären, dass sowohl Juden und Christen Menschen sind. Diese Aufklärung kommt aber nicht gut an und der Vorhang fällt. Meisel, der Direktor des Theaters, versucht das Publikum zu beruhigen, jedoch verstärken sich die Buhrufe nur noch mehr. Diese Situation zwingt Meisel dazu, die Vorstellung abzubrechen. Nachdem die Zuschauer das Theater verlassen haben, stehen die Schauspieler Kirsch, Polacek, Strassky, Jakschitz und Olga mit dem Direktor Meisel auf der Bühne. Meisel ist verzweifelt, weil ihm Kirsch angeblich das Theater ruiniert und entzieht Kirsch, der an diesem Tag sein 25-jähriges Bühnenjubiläum feiert, seine Rolle als Shylock.
Im zweiten Bild findet eine Umbesetzungsprobe statt. Polacek spielt Shylock und Kirsch Tubal, einen jüdischen Freund von Shylock. Durch die Machtübernahme der Nationalsozialisten wird die Theaterkarriere von Arthur Kirsch aber endgültig beendet, weil er kein reines arisches Blut besitzt. Strassky und Polacek, überzeugte Nationalsozialisten, verdonnern Kirsch dazu, den Boden der Bühne mit einer Bürste zu schrubben. Alle außer Helene und Arthur verlassen die Bühne. Helene und Arthur lassen sich scheiden, um die Karriere von Helene zu schützen, damit sie Geld für die beiden gemeinsamen Kinder verdienen kann.
Das dritte Bild spielt ein Jahr später. Arthur Kirsch sieht mittlerweile ganz anders aus, er hat nun einen Vollbart und seine Haare sind heller gefärbt. Außerdem ist er wie ein Tiroler Bergbauer gekleidet. Er hat sich diesen Änderungen unterzogen, damit ihn niemand als Juden entlarvt und er weiter am Theater schauspielern kann. Damit seine Verkleidung authentischer wirkt, spricht ab jetzt im Tiroler Dialekt, behauptet, dass sein Name Benedikt Höllrigl ist und verhält sich wie ein überzeugter Nationalsozialist. Der Direktor Meisel fordert Kirsch dazu auf einen kurzen Monolog vorzutragen, um seine Fähigkeiten zu beweisen. Kirsch entscheidet sich für einen Monolog aus Schillers Drama „Wilhelm Tell“ und trägt diesen auf eine hervorragende Weise vor. Der Theaterdirektor Meisel engagiert ihn für die Hauptrolle in der Premiere von „Wilhelm Tell“.
Am Anfang des vierten Bildes durchschaut Bühnenmeister Eder die Verkleidung von Kirsch und erkennt ihn als diesen wieder. Kirsch gibt als Grund, warum er dieses Risiko auf sich nimmt, an, dass er aus innerem Antrieb heraus spielen müsse. Kirsch wird auch von Helene erkannt.
Aus Rache behauptet Kirsch, dass der Schauspieler Polacek nicht wie ein Arier aussehe. Meisel stimmt dem zu und entzieht Polacek die Rolle, weil er fürchtet, dass das Ansehen des Theaters in der Öffentlichkeit geschädigt werden könnte. Der Schauspieler Strassky lenkt die Aufmerksamkeit auf Olga Sternberg, deren Ariernachweis nicht vollständig ist. Der Direktor stimmt auch hier der Kündigung zu, will sie aber erst nach der Premiere entlassen, da er so schnell keinen Ersatz mehr bekommt. Auch Meisel durchschaut schließlich die Verkleidung von Arthur Kirsch und bittet ihn zu gehen, um nicht auch ins Visier der Behörden zu geraten, wenn der Schwindel auffliegt, aber Kirsch ist fest entschlossen die Hauptrolle zu spielen und stresst Meisel, weil er sich selbst demaskieren will.
Die Premiere von „Wilhelm Tell“ findet im fünften Bild statt. Als die Vorstellung zu Ende ist, nehmen die Darsteller den rasenden Applaus mit einem Hitlergruß anstatt mit einer Verbeugung entgegen. Der Vorhang geht zu, aber Kirsch tritt noch einmal hervor, zum Entsetzen von Meisel, der denkt, dass Kirsch sich jetzt demaskiert. Arthur bedankt sich aber nur, dass er vor diesem Publikum den Tell spielen darf und verabschiedet sich. Nach dem Ende der Vorstellung, spricht Kirsch mit Olga Sternberg, die ihm sagt, dass sie auch eine Jüdin sei und auch schon erkannt habe, wer er in Wirklichkeit sei. Kurze Zeit später kommt Helene und erzählt Kirsch aufgeregt, dass Joseph Goebbels zur nächsten Vorstellung komme.
Nachdem Helene und Kirsch von der Bühne weg sind, küssen sich Strassky und Olga, aber sie werden beobachtet und es treten zwei Gestapo Beamte auf, die Strassky, weil er etwas mit einer Jüdin hat, und Olga, weil sie eine Jüdin ist, verhaften. Olga darf aber vorerst, weil noch kein Ersatz für sie vorhanden ist, am Theater bleiben. Am Morgen nach der Premierenfeier sind Kirsch und Polacek betrunken und Polacek überkommt ein Gefühl, Kirsch töten zu wollen, aber er bringt es nicht übers Herz. Wenig später kommt Helene mit Zeitungen herein. Sie teilt allen mit, dass die Kritiken sehr positiv seien und die Vorstellung loben würden.
Nach der Aufführung im sechsten Bild, bei der Joseph Goebbels, anwesend ist, kommt Goebbels auf die Bühne und hält eine Rede über das Theater im Nationalsozialismus. Er teilt Kirsch mit, dass er in das „Buch der Gottbegnadeten“ aufgenommen ist. Als Kirsch eine Dankesrede halten soll, bekommt er aufgrund seiner Nervosität nichts über die Lippen und der Vorhang fällt. Helene kommt zu den beiden und Kirsch geht ab. Dann versucht Goebbels Helene zu küssen und sie erwidert den Kuss nach kurzem Protest.
Im siebten Bild kommt der echte Benedikt Höllrigl auf die Bühne. Dieser wird von den beiden Gestapobeamten, die immer noch mit Nachforschungen rund um die Schauspieler beschäftigt sind, damit konfrontiert, dass er wegen Anzeigen von Strassky und Polacek verdächtigt werde, der Jude Arthur Kirsch zu sein. Der Gestapobeamte untersucht daraufhin, ob er die gleiche Narbe am Knie habe, wie es in den Musterungsaufzeichnungen des Ersten Weltkriegs steht. Da es sich aber wirklich um Höllrigl handelt, findet der Gestapobeamte die Narbe und entschuldigt sich peinlich berührt. Außerdem wollen sie wieder Olga verhaften. Diese ist aber in der Zwischenzeit durch ein persönliches Schreiben von Goebbels arisiert worden. Also verhaften die Beamten die Schauspieler Strassky und Polacek. Nachdem die Gestapobeamten abgegangen sind, kommt Kirsch wieder auf die Bühne und wird vom echten Höllrigl auf seinen Hof eingeladen, damit er sich dort in Sicherheit bringen kann. Am Ende des siebten Bildes kommen auch die Kinder von Arthur und Helene, die in der Zwischenzeit beim echten Höllrigl gewohnt haben, herein und tragen zum Abschluss eine Stelle aus Nathan der Weise vor.

## Entstehungsgeschichte
Felix Mitterer ließ sich von der Lebensgeschichte des Leo Reuß inspirieren. Leo Reuß war ein österreichischer Schauspieler, der von 1923 bis 1934 im Berliner Staatstheater auftrat. Am Ende des Jahres 1934 bekam er von den Nationalsozialisten ein Arbeitsverbot auferlegt, weil er ein Jude war. Im darauffolgenden Jahr floh Leo Reuß vor den Nazis und ging zurück nach Österreich. Aber auch hier erging es ihm kaum besser. Schließlich tauchte er unter und es verbreitete sich das Gerücht, dass er nach Amerika emigriert sei. Im Sommer des Jahres 1936 ging er unter dem falschen Namen Kaspar Brandhofer nach Salzburg zu Max Reinhardt, mit dem Anliegen unbedingt ans Theater zu wollen. Nach einem Vorsprechen schickte ihn Max Reinhardt zum Theater in der Josefstadt in Wien. Er spielte bei der erfolgreichen Premiere von „Fräulein Else“ mit und bekam äußerst positive Kritiken. Nach dem Erscheinen der Kritiken gab er seine wirkliche Identität preis. Seine Absicht, als Held dazustehen und auch als Jude Anerkennung zu finden, ging aber nicht auf, er wurde sogar wegen Betruges angezeigt und erhielt auch keine weiteren Rollenangebote. Reuß entschied sich schließlich zu emigrieren und wanderte nach Amerika aus. Dort wurde er zum Filmschauspieler, der in kleineren und größeren Rollen in 45 Filmen mitwirkte. Große Erfolge feierte er in den USA keine. Er starb am 1. April 1946 in Manila an einem Herzinfarkt.
Felix Mitterer übernahm jedoch nicht die gesamte Lebensgeschichte von Leo Reuß, sondern nur die Grundgeschichte: Ein Schauspieler der aufgrund des Nationalsozialismus in große Bedrängnis gerät, schließlich sogar entlassen wird, keine Rollenangebote mehr erhält und allen Widerständen zum Trotz als „Arier“ ans Theater zurückkehrt. Der Titel „In der Löwengrube“ macht Mitterers Bezug auf die biblische Überlieferung von „Daniel in der Löwengrube“ aus dem Alten Testament (Dan 6,2–29 ) deutlich. So wie der Prophet Daniel durch seinen unerschütterlichen Glauben die Nacht in der Löwengrube überlebt, überlebt Arthur Kirsch im Theaterstück von Felix Mitterer aufgrund seines unerschütterlichen Glaubens an sich selbst seine Rückkehr in die „Löwengrube“, mit der das Zentrum der Macht der Nationalsozialisten in Berlin gemeint ist. Mitterers in den 1990er Jahren geschriebenes Werk wurde am 24. Januar 1998 im Wiener Volkstheater uraufgeführt.

## Einordnung in die Literaturepoche
Das Werk ist in die Gegenwartsliteratur in Österreich nach 1945 einzuordnen. Die Epoche startet 1945 und geht bis in unsere Zeit. Das Jahr 1933 wird oft als ein literarischer Nullpunkt bezeichnet, weil durch die Bücherverbrennungen ein Vakuum in Kunst und Kultur geschaffen wurde, das erst nach dem Zweiten Weltkrieg wieder aufgefüllt wurde.
Durch die dichterische Freiheit entstanden innovative Kurzgeschichten und moderne Dramen. Die Inhalte der Werke sind meist auf die Bewahrung religiöser, ethnischer und konservativer Werte konzentriert. Diese Dinge wurden in der Zeit des Zweiten Weltkriegs von den Nationalsozialisten unterdrückt, deshalb beziehen sich viele Werke auch auf diese Zeit. Die Autoren versuchen damit die österreichische Vergangenheit aufzuarbeiten und einen kritischen Blick darauf zu werfen. Die Titel, die dieser Epoche angehören, sind also trotz des Namens nicht automatisch in der Gegenwart angesiedelt. Die Festspiele in Bregenz, Salzburg und in anderen Orten gaben den Künstlern die Möglichkeit, ihre Stücke zu präsentieren.
Die Gegenwartsliteratur bezeichnet die auf dem Markt erhältlichen Literatur von lebenden österreichischen Autoren. Mit dem Begriff kann die Literaturproduktion, Literaturpublikation, aber auch Kritik und Rezeption beschrieben werden.

## Einzelbelege
- Mitterer, F. (1998); In der Löwengrube Ein Theaterstück und sein historischer Hintergrund Innsbruck; Haymon – Verlag, S. 1–142